# Fissipunctia
Fissipunctia là một chi bướm đêm thuộc họ Noctuidae.

## Các loài
- Fissipunctia ypsillon (Denis & Schiffermüller, 1775)